# Politiek in Zeeland
De provincie Zeeland wordt bestuurd vanuit het provinciehuis in de hoofdstad Middelburg.

## Provinciale Staten

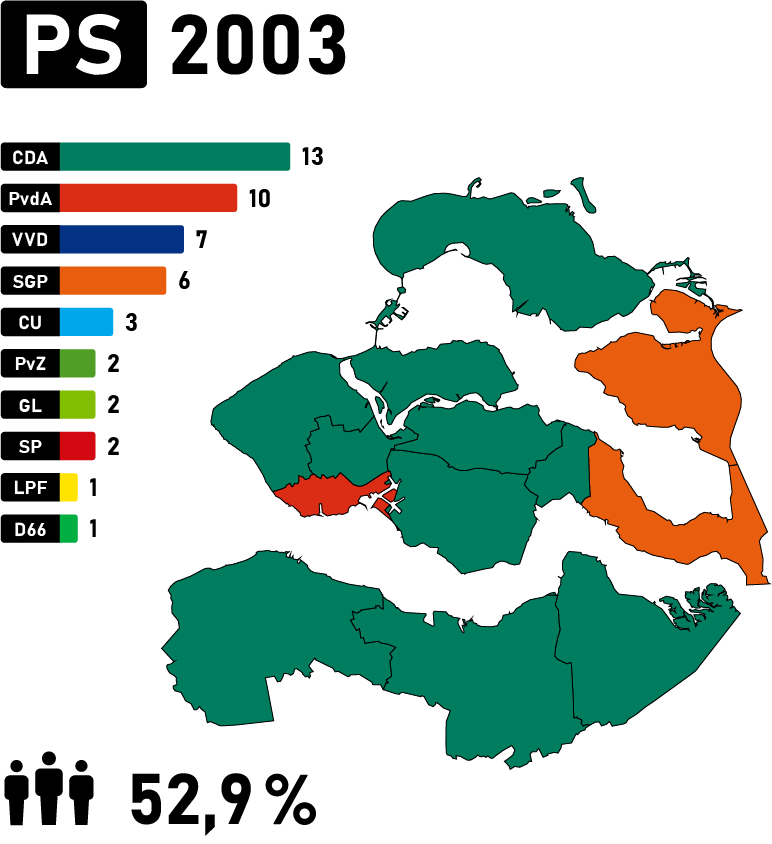
2003
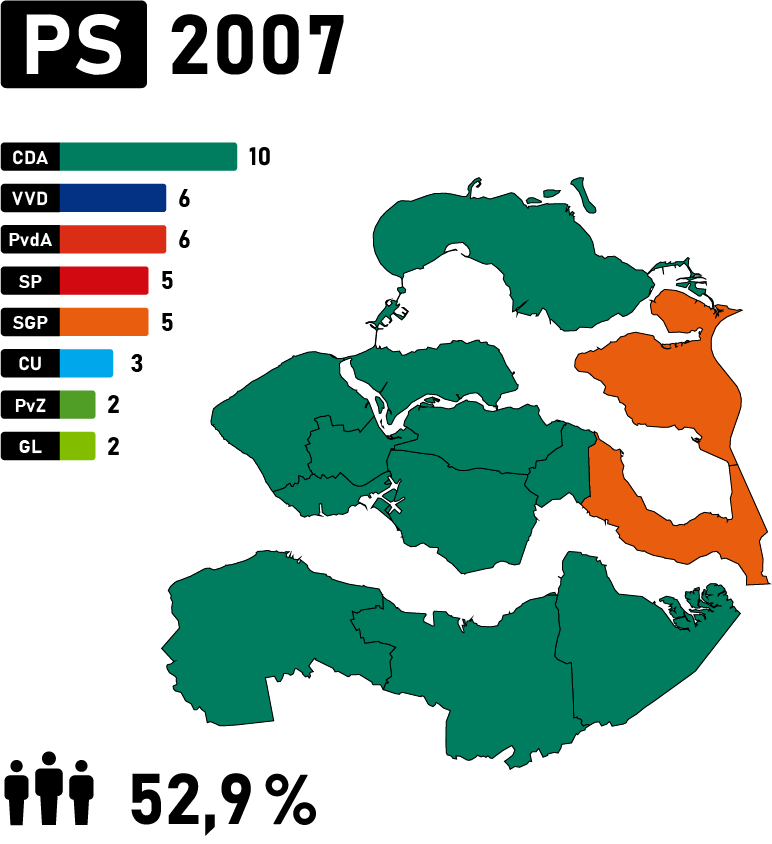
2007
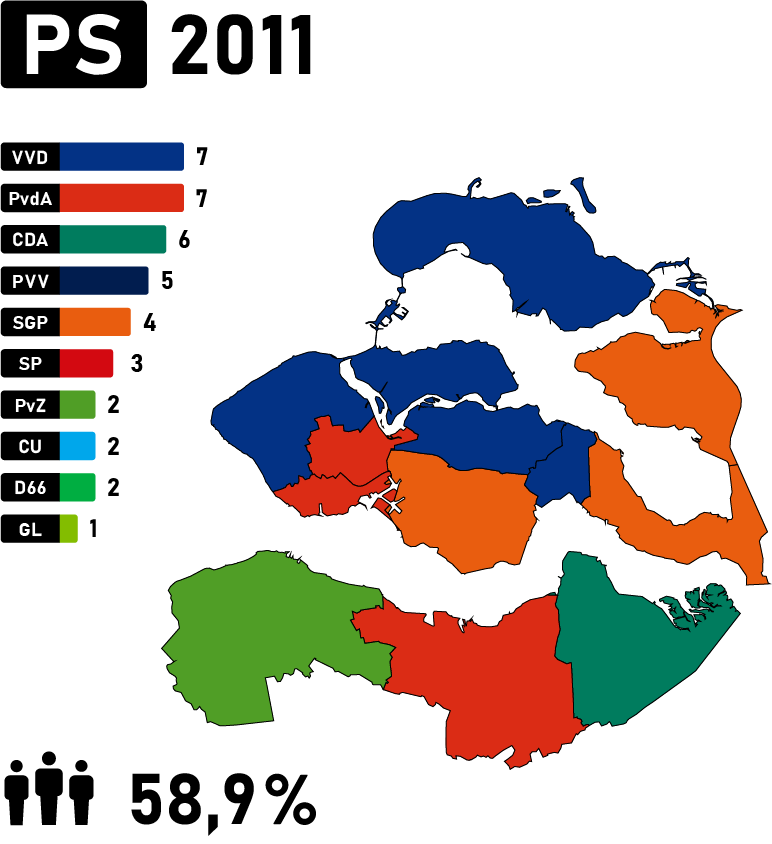
2011
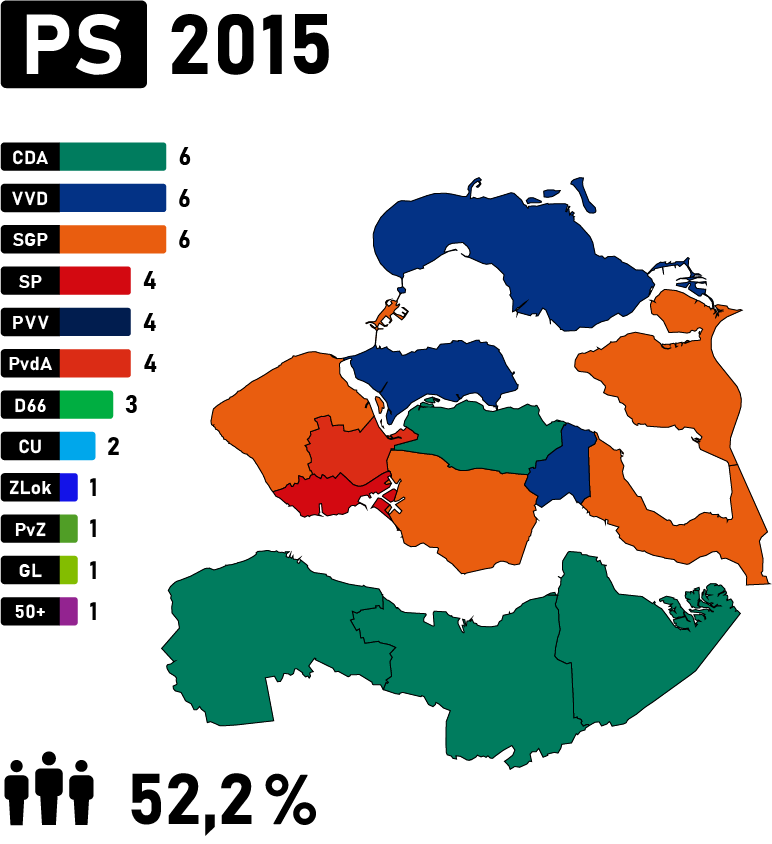
2015
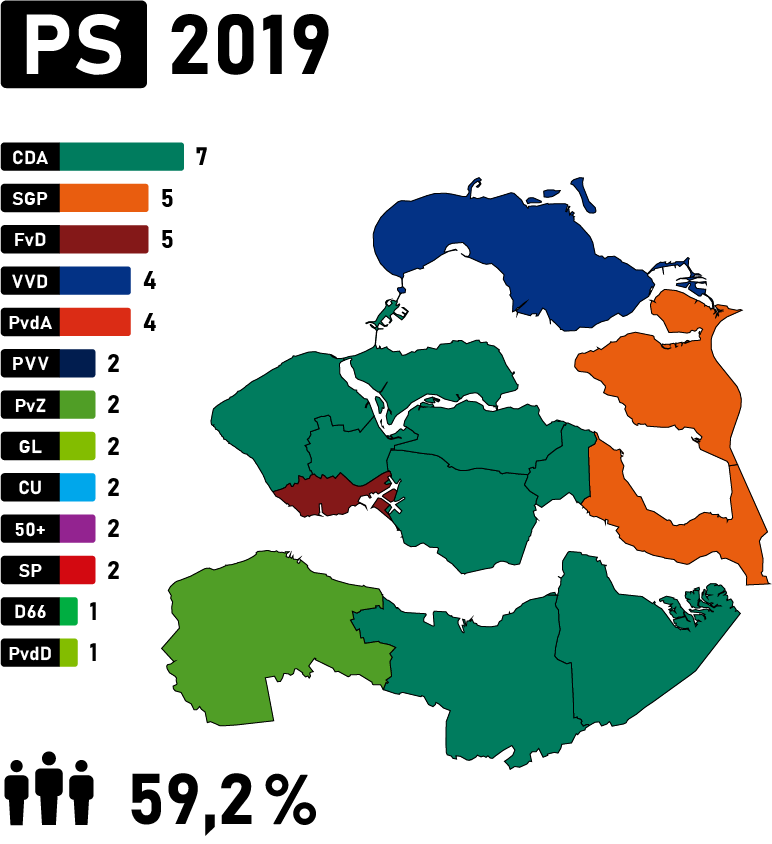
2019
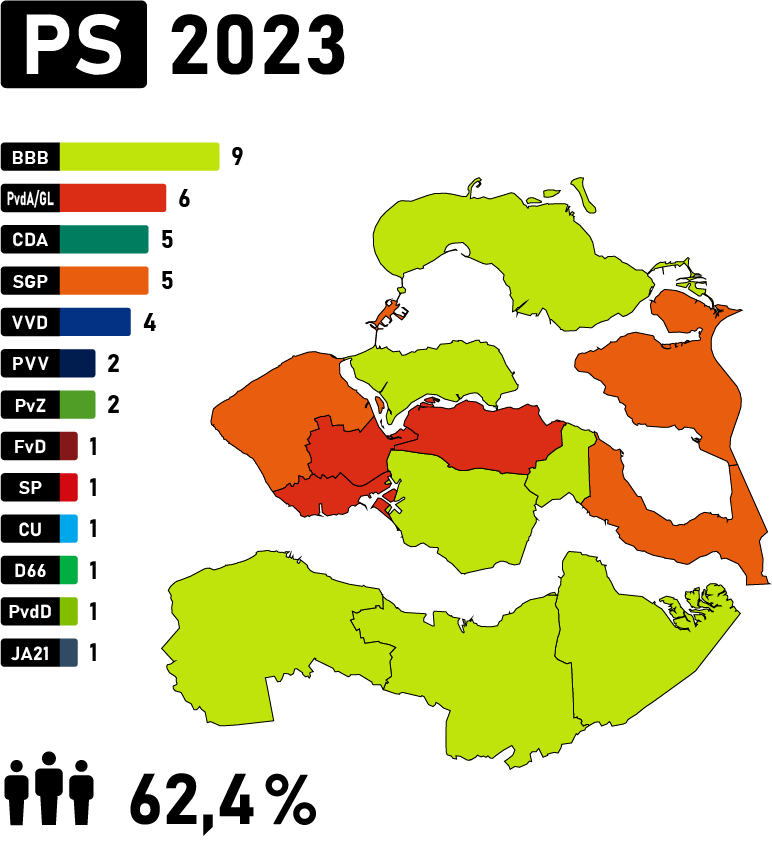
2023

| Uitslagen van de verkiezingen voor Provinciale Staten vanaf 2007 | Uitslagen van de verkiezingen voor Provinciale Staten vanaf 2007 | Uitslagen van de verkiezingen voor Provinciale Staten vanaf 2007 | Uitslagen van de verkiezingen voor Provinciale Staten vanaf 2007 | Uitslagen van de verkiezingen voor Provinciale Staten vanaf 2007 | Uitslagen van de verkiezingen voor Provinciale Staten vanaf 2007 | Uitslagen van de verkiezingen voor Provinciale Staten vanaf 2007 | Uitslagen van de verkiezingen voor Provinciale Staten vanaf 2007 | Uitslagen van de verkiezingen voor Provinciale Staten vanaf 2007 | Uitslagen van de verkiezingen voor Provinciale Staten vanaf 2007 | Uitslagen van de verkiezingen voor Provinciale Staten vanaf 2007 | Uitslagen van de verkiezingen voor Provinciale Staten vanaf 2007 | Uitslagen van de verkiezingen voor Provinciale Staten vanaf 2007 |
| Partij                                                           | Partij                                                           | 2007                                                             | 2007                                                             | 2011                                                             | 2011                                                             | 2015                                                             | 2015                                                             | 2019                                                             | 2019                                                             | 2023                                                             | 2023                                                             |                                                                  |
| Partij                                                           | Partij                                                           | %                                                                | Zetels                                                           | %                                                                | Zetels                                                           | %                                                                | Zetels                                                           | %                                                                | Zetels                                                           | %                                                                | Zetels                                                           |                                                                  |
| ---------------------------------------------------------------- | ---------------------------------------------------------------- | ---------------------------------------------------------------- | ---------------------------------------------------------------- | ---------------------------------------------------------------- | ---------------------------------------------------------------- | ---------------------------------------------------------------- | ---------------------------------------------------------------- | ---------------------------------------------------------------- | ---------------------------------------------------------------- | ---------------------------------------------------------------- | ---------------------------------------------------------------- | ---------------------------------------------------------------- |
|                                                                  | BoerBurgerBeweging                                               | -                                                                | -                                                                | -                                                                | -                                                                | -                                                                | -                                                                | -                                                                | -                                                                | 19,76                                                            | 9                                                                |                                                                  |
|                                                                  | Partij van de Arbeid                                             | 14,19                                                            | 6                                                                | 15,84                                                            | 7                                                                | 9,44                                                             | 4                                                                | 8,40                                                             | 4                                                                | 13,43                                                            | 6                                                                |                                                                  |
|                                                                  | GroenLinks                                                       | 4,92                                                             | 2                                                                | 3,59                                                             | 1                                                                | 3,46                                                             | 1                                                                | 5,84                                                             | 2                                                                | 13,43                                                            | 6                                                                |                                                                  |
|                                                                  | Staatkundig Gereformeerde Partij                                 | 11,74                                                            | 5                                                                | 11,10                                                            | 4                                                                | 13,06                                                            | 6                                                                | 12,06                                                            | 5                                                                | 12,42                                                            | 5                                                                |                                                                  |
|                                                                  | Christen-Democratisch Appèl                                      | 24,70                                                            | 10                                                               | 14,21                                                            | 6                                                                | 14,53                                                            | 6                                                                | 16,27                                                            | 7                                                                | 11,43                                                            | 5                                                                |                                                                  |
|                                                                  | Volkspartij voor Vrijheid en Democratie                          | 14,51                                                            | 6                                                                | 16,83                                                            | 7                                                                | 13,51                                                            | 6                                                                | 10,28                                                            | 4                                                                | 8,92                                                             | 4                                                                |                                                                  |
|                                                                  | Partij voor de Vrijheid                                          | -                                                                | -                                                                | 11,80                                                            | 5                                                                | 10,27                                                            | 4                                                                | 6,24                                                             | 2                                                                | 4,77                                                             | 2                                                                |                                                                  |
|                                                                  | Partij voor Zeeland                                              | 6,92                                                             | 2                                                                | 5,57                                                             | 2                                                                | 3,85                                                             | 1                                                                | 6,21                                                             | 2                                                                | 4,63                                                             | 2                                                                |                                                                  |
|                                                                  | ChristenUnie                                                     | 8,00                                                             | 3                                                                | 4,69                                                             | 2                                                                | 5,73                                                             | 2                                                                | 5,22                                                             | 2                                                                | 4,30                                                             | 1                                                                |                                                                  |
|                                                                  | Democraten 66                                                    | 1,29                                                             | 0                                                                | 4,11                                                             | 2                                                                | 6,92                                                             | 3                                                                | 3,75                                                             | 1                                                                | 3,92                                                             | 1                                                                |                                                                  |
|                                                                  | Partij voor de Dieren                                            | -                                                                | -                                                                | 1,84                                                             | 0                                                                | -                                                                | -                                                                | 3,50                                                             | 1                                                                | 3,44                                                             | 1                                                                |                                                                  |
|                                                                  | JA21                                                             | -                                                                | -                                                                | -                                                                | -                                                                | -                                                                | -                                                                | -                                                                | -                                                                | 3,44                                                             | 1                                                                |                                                                  |
|                                                                  | Socialistische Partij                                            | 12,45                                                            | 5                                                                | 8,49                                                             | 3                                                                | 10,82                                                            | 4                                                                | 4,82                                                             | 2                                                                | 3,30                                                             | 1                                                                |                                                                  |
|                                                                  | Forum voor Democratie                                            | -                                                                | -                                                                | -                                                                | -                                                                | -                                                                | -                                                                | 11,80                                                            | 5                                                                | 2,99                                                             | 1                                                                |                                                                  |
|                                                                  | 50PLUS                                                           | -                                                                | -                                                                | 1,93                                                             | 0                                                                | 2,97                                                             | 1                                                                | 5,13                                                             | 2                                                                | 1,57                                                             | 0                                                                |                                                                  |
|                                                                  | Zeeland Lokaal                                                   | -                                                                | -                                                                | -                                                                | -                                                                | 3,87                                                             | 1                                                                | -                                                                | -                                                                | -                                                                | -                                                                |                                                                  |
|                                                                  | overige partijen                                                 | 1,28                                                             | 0                                                                | -                                                                | -                                                                | 1,59                                                             | 0                                                                | 0,48                                                             | 0                                                                | 1,67                                                             | 0                                                                |                                                                  |
| totaal                                                           | totaal                                                           | 100                                                              | 39                                                               | 100                                                              | 39                                                               | 100                                                              | 39                                                               | 100                                                              | 39                                                               | 100                                                              | 39                                                               |                                                                  |
| opkomstpercentage                                                | opkomstpercentage                                                | 52,87                                                            |                                                                  | 58,85                                                            |                                                                  | 52,20                                                            |                                                                  | 59,15                                                            |                                                                  | 62,42                                                            |                                                                  |                                                                  |

- 2003
- 2007
- 2011
- 2015
- 2019
- 2023

## Gedeputeerde Staten
Hugo de Jonge (CDA) is sinds 1 juli 2025 commissaris van de Koning.
Provinciesecretaris is Elmar Franken.

### 2007-2011
Het college van Gedeputeerde Staten berustte op een coalitie van CDA, SGP, ChristenUnie en GroenLinks en bestond uit de volgende gedeputeerden:
- C. (Kees) van Beveren - CDA
- F.K. (Frans) Hamelink - ChristenUnie
- G.R.J. (George) van Heukelom - SGP
- H. (Harry) van Waveren - CDA
- M. (Marten) Wiersma - GroenLinks

### 2011-2015
Het college van Gedeputeerde Staten berustte op een coalitie van VVD, PvdA, CDA en SGP en bestond uit de volgende gedeputeerden:
- C. (Kees) van Beveren - CDA
- G.R.J. (George) van Heukelom - SGP
- B. (Ben) de Reu - PvdA
- C. (Carla) Schönknecht - VVD

### 2015-2019
Het college van Gedeputeerde Staten berustte op een coalitie van CDA, VVD, SGP en PvdA en bestond uit de volgende gedeputeerden:
- J. (Jo-Annes) de Bat - CDA
- H.J. (Harry) van der Maas - SGP
- B.J. (Ben) de Reu - PvdA
- C. (Carla) Schönknecht - VVD

### 2019-2023
Het college van Gedeputeerde Staten berust op een coalitie van CDA, VVD, SGP en PvdA en bestaat uit de volgende gedeputeerden:
- Jo-Annes de Bat - CDA
- Harry van der Maas - SGP
- Anita Pijpelink - PvdA
- Dick van der Velde - VVD

### 2023-2027
Het college van Gedeputeerde Staten berust op een coalitie van BBB, CDA, SGP en VVD en bestaat uit de volgende gedeputeerden: 
- Wilfried Nielen - BBB
- Arno Vael - BBB
- Jo-Annes de Bat - CDA
- Harry van der Maas - SGP
- Dick van der Velde - VVD

## Landelijke verkiezingen in de provincie Zeeland
| Uitslagen van de verkiezingen vanaf 2006 (in percentages) | Uitslagen van de verkiezingen vanaf 2006 (in percentages) | Uitslagen van de verkiezingen vanaf 2006 (in percentages) | Uitslagen van de verkiezingen vanaf 2006 (in percentages) | Uitslagen van de verkiezingen vanaf 2006 (in percentages) | Uitslagen van de verkiezingen vanaf 2006 (in percentages) | Uitslagen van de verkiezingen vanaf 2006 (in percentages) | Uitslagen van de verkiezingen vanaf 2006 (in percentages) | Uitslagen van de verkiezingen vanaf 2006 (in percentages) | Uitslagen van de verkiezingen vanaf 2006 (in percentages) | Uitslagen van de verkiezingen vanaf 2006 (in percentages) |
| Partij                                                    | TK2006                                                    | EP2009                                                    | TK2010                                                    | TK2012                                                    | EP2014                                                    | TK2017                                                    | EP2019                                                    | TK2021                                                    | TK2023                                                    | EP2024                                                    |
| --------------------------------------------------------- | --------------------------------------------------------- | --------------------------------------------------------- | --------------------------------------------------------- | --------------------------------------------------------- | --------------------------------------------------------- | --------------------------------------------------------- | --------------------------------------------------------- | --------------------------------------------------------- | --------------------------------------------------------- | --------------------------------------------------------- |
| PVV                                                       | 5,57                                                      | 16,41                                                     | 14,98                                                     | 9,97                                                      | 13,08                                                     | 13,33                                                     | 4,05                                                      | 10,67                                                     | 23,89                                                     | 16,88                                                     |
| SGP                                                       | 7,81                                                      | 17,89                                                     | 8,58                                                      | 9,46                                                      | 18,70                                                     | 9,54                                                      | 17,74                                                     | 9,66                                                      | 9,69                                                      | 15,47                                                     |
| PvdA                                                      | 18,16                                                     | 10,50                                                     | 17,42                                                     | 22,65                                                     | 8,39                                                      | 5,63                                                      | 17,28                                                     | 6,20                                                      | 11,09                                                     | 14,96                                                     |
| GL                                                        | 2,92                                                      | 5,96                                                      | 4,83                                                      | 1,57                                                      | 4,00                                                      | 6,20                                                      | 6,44                                                      | 3,03                                                      | 11,09                                                     | 14,96                                                     |
| CDA                                                       | 28,02                                                     | 20,25                                                     | 16,31                                                     | 9,58                                                      | 15,70                                                     | 13,45                                                     | 13,36                                                     | 10,76                                                     | 4,34                                                      | 10,55                                                     |
| VVD                                                       | 12,93                                                     | 10,18                                                     | 17,51                                                     | 24,25                                                     | 11,26                                                     | 19,71                                                     | 12,05                                                     | 21,39                                                     | 14,71                                                     | 10,07                                                     |
| BBB                                                       | -                                                         | -                                                         | -                                                         | -                                                         | -                                                         | -                                                         | -                                                         | 1,34                                                      | 5,86                                                      | 7,99                                                      |
| D66                                                       | 1,08                                                      | 7,41                                                      | 4,31                                                      | 4,89                                                      | 9,95                                                      | 8,11                                                      | 4,09                                                      | 10,30                                                     | 4,13                                                      | 4,98                                                      |
| CU                                                        | 5,09                                                      | [ 5 ]                                                     | 4,28                                                      | 4,20                                                      | [ 5 ]                                                     | 4,56                                                      | [ 5 ]                                                     | 4,58                                                      | 2,94                                                      | 3,52                                                      |
| PvdD                                                      | 1,95                                                      | 3,78                                                      | 1,38                                                      | 1,76                                                      | 3,70                                                      | 2,90                                                      | 3,64                                                      | 3,32                                                      | 1,80                                                      | 3,07                                                      |
| NSC                                                       | -                                                         | -                                                         | -                                                         | -                                                         | -                                                         | -                                                         | -                                                         | -                                                         | 12,17                                                     | 2,97                                                      |
| FvD                                                       | -                                                         | -                                                         | -                                                         | -                                                         | -                                                         | 1,73                                                      | 11,01                                                     | 5,70                                                      | 2,47                                                      | 2,65                                                      |
| Volt                                                      | -                                                         | -                                                         | -                                                         | -                                                         | -                                                         | -                                                         | 1,35                                                      | 1,17                                                      | 0,72                                                      | 2,44                                                      |
| SP                                                        | 15,46                                                     | 5,94                                                      | 9,22                                                      | 9,15                                                      | 9,80                                                      | 9,51                                                      | 3,24                                                      | 5,57                                                      | 3,06                                                      | 1,95                                                      |
| 50Plus                                                    | -                                                         | -                                                         | -                                                         | 1,64                                                      | 3,25                                                      | 3,48                                                      | 4,86                                                      | 1,43                                                      | 0,56                                                      | 0,96                                                      |
| JA21                                                      | -                                                         | -                                                         | -                                                         | -                                                         | -                                                         | -                                                         | -                                                         | 2,52                                                      | 0,70                                                      | 0,59                                                      |
| DENK                                                      | -                                                         | -                                                         | -                                                         | -                                                         | -                                                         | 0,67                                                      | 0,35                                                      | 0,64                                                      | 0,79                                                      | -                                                         |
| BIJ1                                                      | -                                                         | -                                                         | -                                                         | -                                                         | -                                                         | -                                                         | -                                                         | 0,24                                                      | 0,14                                                      | -                                                         |
| overig                                                    | 1,01                                                      | 1,68                                                      | 1,18                                                      | 0,88                                                      | 2,17                                                      | 1,16                                                      | 0,53                                                      | 1,50                                                      | 0,92                                                      | 0,95                                                      |
| opkomst                                                   | 80,99                                                     | 36,80                                                     | 76,78                                                     | 75,62                                                     | 39,97                                                     | 81,27                                                     | 42,14                                                     | 78,98                                                     | 78,76                                                     | 48,99                                                     |